# 32-graphe de Thomassen
Le 32-graphe de Thomassen est, en théorie des graphes, un graphe possédant 32 sommets et 53 arêtes. Il est hypohamiltonien, c'est-à-dire qu'il n'a pas de cycle hamiltonien mais que la suppression de n'importe lequel de ses sommets suffit à le rendre hamiltonien.

## Histoire
En 1967, Herz, Duby et Vigué conjecturent que tout graphe hypohamiltonien a une maille de 5 ou plus. Cette hypothèse est invalidée en 1974 par Carsten Thomassen, qui introduit simultanément un graphe hypohamiltonien de maille 3, le 60-graphe de Thomassen, et un graphe hypohamiltonien de maille 4, le 32-graphe de Thomassen.

## Propriétés

### Propriétés générales
Le diamètre du 32-graphe de Thomassen, l'excentricité maximale de ses sommets, est 6, son rayon, l'excentricité minimale de ses sommets, est 4 et sa maille, la longueur de son plus court cycle, est 4. Il s'agit d'un graphe 3-sommet-connexe et d'un graphe 3-arête-connexe, c'est-à-dire qu'il est connexe et que pour le rendre déconnecté il faut le priver au minimum de 3 sommets ou de 3 arêtes.

### Coloration
Le nombre chromatique du 32-graphe de Thomassen est 3. C'est-à-dire qu'il est possible de le colorer avec 3 couleurs de telle façon que deux sommets reliés par une arête soient toujours de couleurs différentes. Ce nombre est minimal.
L'indice chromatique du 32-graphe de Thomassen est 5. Il existe donc une 5-coloration des arêtes du graphe telle que deux arêtes incidentes à un même sommet soient toujours de couleurs différentes. Ce nombre est minimal.

### Propriétés algébriques
Le polynôme caractéristique    de la matrice d'adjacence du 32-graphe de Thomassen est : {\displaystyle (x-1)^{9}x(x+1)(x+2)^{4}(x^{2}-6)(x^{3}+x^{2}-6x-2)(x^{4}-9x^{2}-2x+14)(x^{4}-3x^{3}-5x^{2}+11x+4)(x^{4}+2x^{3}-7x^{2}-14x-2)}.